# 巫女装束

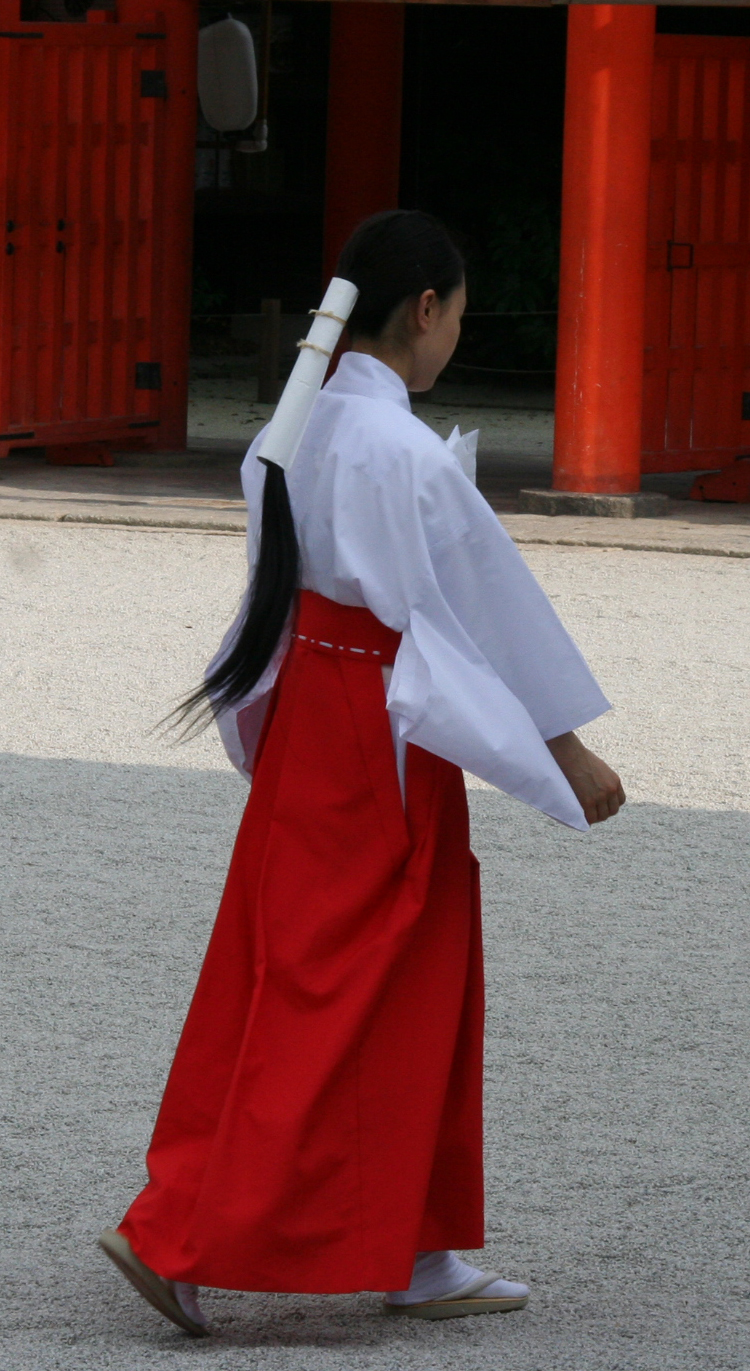
丈長を結った巫女
賀茂御祖神社にて

巫女装束（みこしょうぞく）は、神道の巫女が着用する衣装（装束）のことである。
通常、巫女の装束に関する具体的な規定はなく、各神社ごとにそれぞれのしきたりに基づいた装束を用いる。よく巫女と混同されるが神職の中にも女性がおり、「女子神職」とも言われる。女子神職は、男性の神職と同様に装束に関する正式な規定が設けられている。
本項では神事に奉職する巫女の装束を記述する。
なお、コスプレとは趣を異にするが、非神道の佐野厄除け大師に見られるように仏教寺院で、女子職員が巫女装束を着用する例は存在する「動画映像」。

## 概要

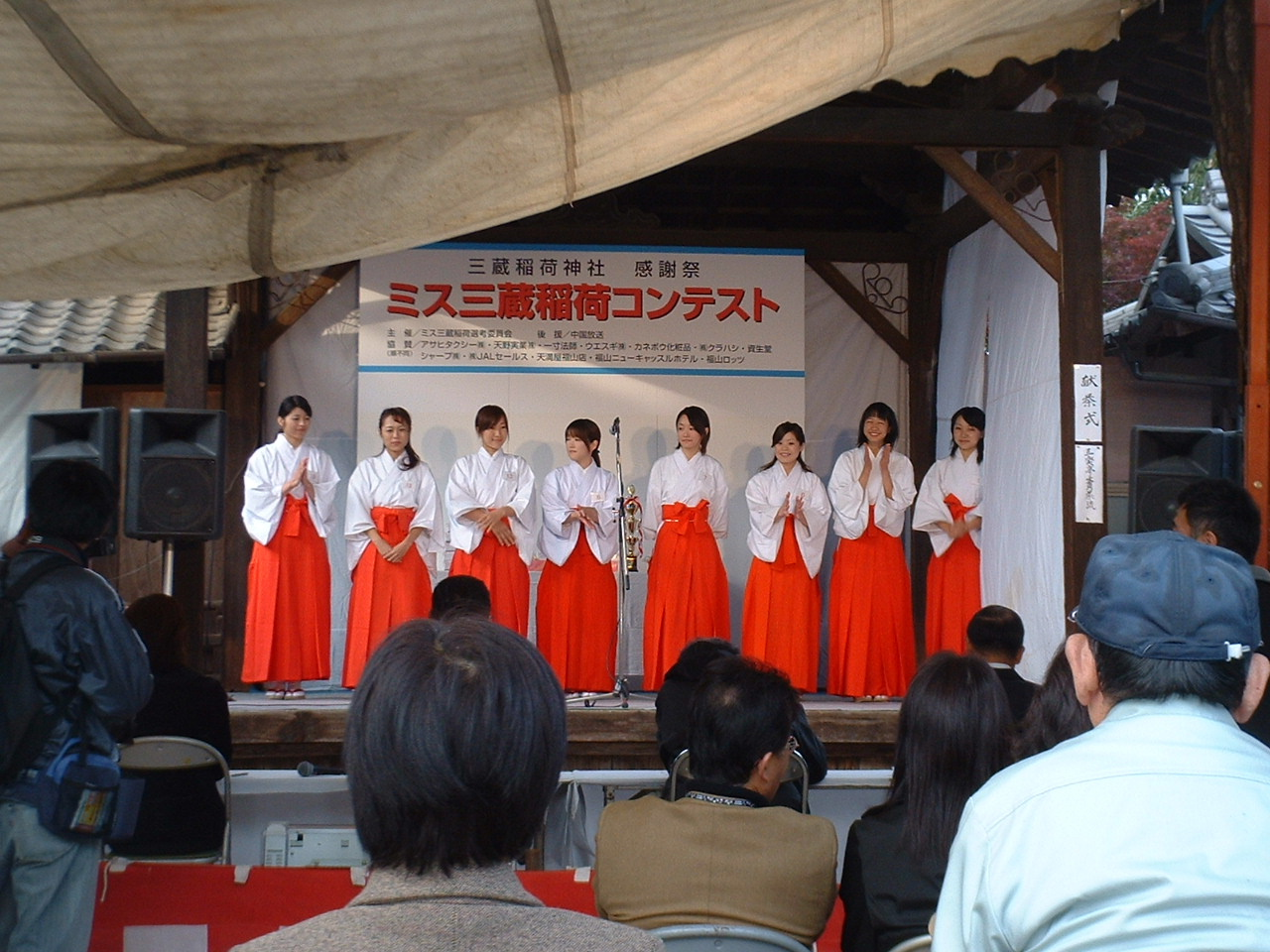
巫女装束姿

伝統的な巫女装束として白い小袖（白衣）に緋袴を用いる事が多い。小袖と袴の組み合わせは男女問わずに神社の普段着にあたり、この姿で祭典奉仕することはない。神職も正式な装束の下はこの姿である。なお、天皇の色である黄櫨染と皇太子の色である黄丹は「禁色」として装束に用いる事が禁じられ、葬儀に用いられる鈍色・鼠色も「忌色」と称されて通常の使用は禁じられている。
巫女装束は丁重に扱うものとされ、神社によっては「投げるな」（脱ぎ捨てない）、「置くな」（着脱後にすぐに畳む）、「跨ぐな」（跨ぐ行為は神への非礼にあたる）の取扱3原則があり、装束は「お札（護符）と同じ扱いをしなさい」と教育される。 

## 装束構成

### 白衣（はくい）
上半身にまとう白衣は白い小袖のことであるが、袖丈は留袖の長さとなっている。元々、小袖は袿の下に着る下着であったが、平安末期から鎌倉期にかけて表着化したものである。また時々、首元に見える赤い襟は装飾用の掛襟（かけえり）/伊達襟（だてえり）で、小袿の中倍（なかべ）風に白衣と襦袢の間に挟み込んでいるだけである。「はくえ」「びゃくえ」「しらぎぬ」とも呼ばれる。
白衣を着装する際には、その前に下着にあたる腰巻（こしまき）と肌襦袢（はだじゅばん）を着用する。腰巻は下半身を保護するもので、装束の裾が足にからむのを防止するため、「裾よけ」「蹴出し」の異名がある。その上から上半身に肌襦袢を重ね、あばら（胸部）の下の部位で紐状の白帯で結ぶ。襟は自分から見て左側が上になるように出す。普通は半襦袢だが、涼しい時期には膝下まである長襦袢を重ねる場合がある。なお、今日では腰巻と肌襦袢の下に洋装の下着を着装することが認められている。
襦袢の着用後、白衣をまとう事になる。その際に襦袢と同様に紐状の白帯を結ぶことになるが、襦袢の白帯よりも下の部位にかつ後で袴の帯によって隠れるように結び、襦袢の半袖が出るように整える。
白帯は古くは白い紐状であるが、現代では幅広で伸縮性のある帯状のものもあり、これはマジックテープで固定が行われる。

### 緋袴（ひばかま）

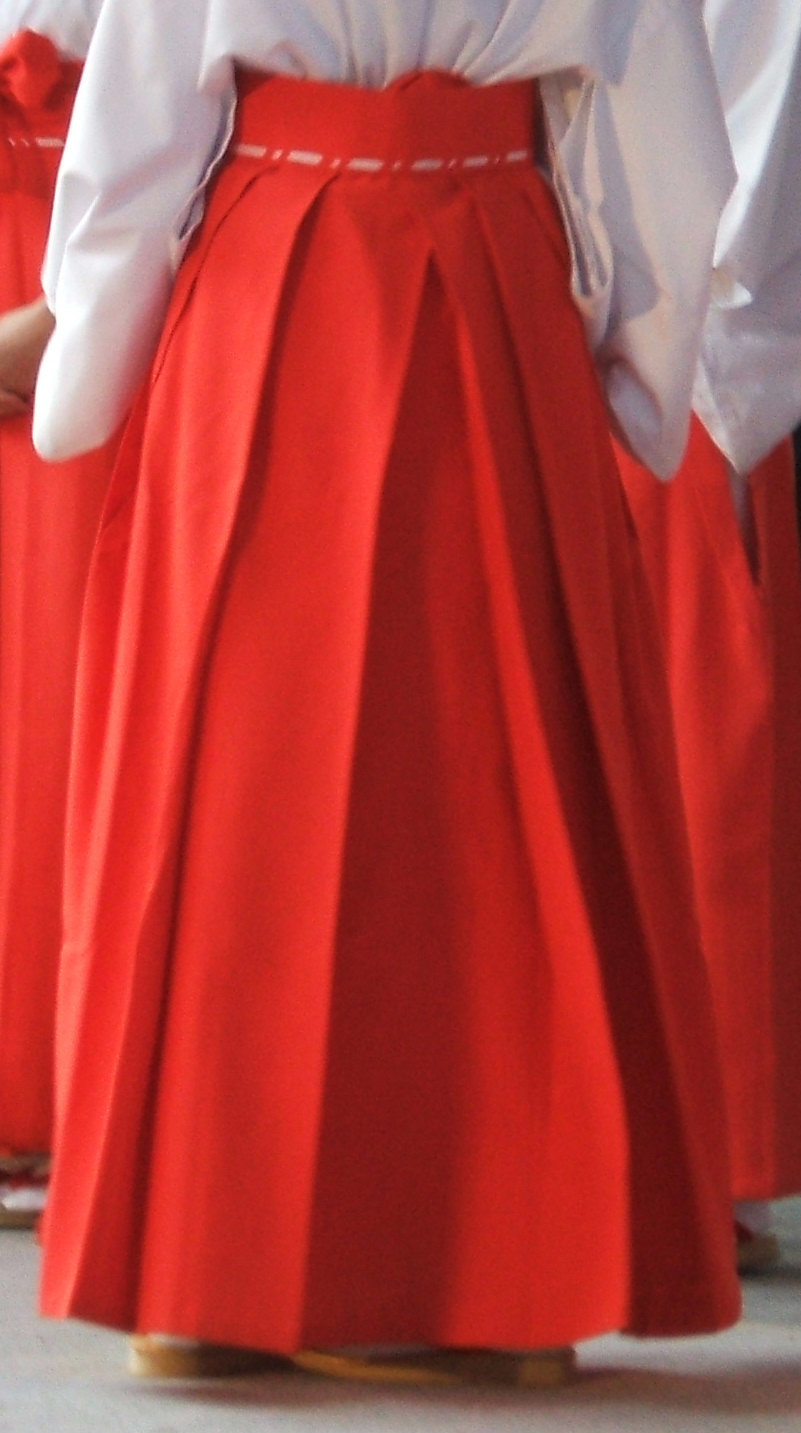
後ろから見た緋袴。腰に施された白い上指糸の装飾が見える。白衣の後ろ袖が開口しているのが分かる

下半身を覆う緋袴はその名の通り緋色の袴のことであるが、実際には緋色あるいは朱色が用いられ、金刀比羅宮では濃色（こきいろ:濃い紫色）を用いる他、神社によっては巫女の第一線を退いて事務員として留まる者は特に緑色や紺色の袴を着用する例もある。
緋袴は元々平安時代の女房（女官）や貴族の女人が用いていた襠（まち）ありの捻襠袴（ねじまちばかま）が原型である。元々は踝まで覆う長袴だがこれは完全に室内仕様であり、裾を蹴り上げないと立って歩くのもままならなかった。巫女が用いるのは熊野詣などの参拝での外出に使われる壷装束用の切袴（きりばかま）である。
明治になって教育者の下田歌子が女学生用の袴として行灯袴を発明し、着脱し易く好評だったため後に巫女の分野にも導入されることとなった。従って、現代では行灯型の緋袴が主流であるが、神職は女性神職も含めて伝統的な襠ありの袴を着用し、巫女にも襠ありの袴を着装させている神社もある。また大口袴を用いる神社もある。
原型となっている女官用の緋袴同様、腰の下部前後には長六箇所、短七箇所の白い「上指糸（うわさしいと/うわざしいと）/刺縫（さしぬい）」の装飾が施されている。この刺縫は上指糸との呼称に反して「糸」と呼ぶにはかなり太く、ねじられた二本組の「紐」が用いられている。緋袴は武道用の袴と違って腰板はない。しかし、上指糸のある腰部分は前後共に芯入りで硬く作られており、腰板の役目を果たして着崩れを防止する。
袴は前後に分かれ、足を通した後に腰の高い位置にくるように前を合わせ、そこから伸びている帯を腰に回して結び、続いては後ろを腰ヘラで前帯に引っかける形で合わせ（ただし、腰ヘラがない緋袴もある）、先程結んだ帯を両側から腰に回して前でリボン結びにすると完成する。この時、結び目をやや下にして前の白い上指糸を見せる。また、神社によっては帯を被せて結び目を隠す場合もある（鶴岡八幡宮など）。
帯の長さは前の方が長く後ろの他が短いが、普通は左右均等である。しかし伝統的な捻襠袴の場合、帯の左右の長さが違い、これは前述のように前で帯は結ばず、右脇に片鉤で下げて結び、固定に腰ヘラは用いない。
布地は古くは正絹であるが、1970年代以降は洗濯などの容易な、ポプリンや化学繊維であるシルックが多い。仕立ては表のみの単衣仕立て（ひとえじたて）。裏地のある袷仕立て（あわせじたて）の二種類があり、袷仕立ては冬期専用であるが、単衣仕立ては通年用である場合が多い。

### 千早（ちはや）

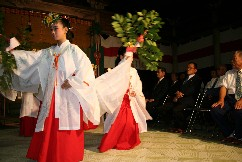
無地の千早をまとっての巫女舞

巫女が神事を奉仕したり、巫女舞・神楽を舞う場合には千早を上から羽織る。
千早は古代から用いられているが、本来は白無地の絹一幅の中央部に縦の切込みを入れただけの貫頭衣スタイルであった。後に女官の装束として絹二幅で構成され、脇を縫わずに前を胸紐（むなひも）で合わせるようにして着衣するスタイルになり、更に袖が付けられて肩袖の根元だけが縫われた現在のスタイルになった。なお、漫画などの創作物でよく見られる間違いであるが、千早の袖には水干や狩衣にある、括り紐（くくりひも）や露（つゆ）は施されてはいない。
通常は薄手の白絹に薄く模様を描いたものが採用され、朱色の胸紐を緩やかに留めるだけで袖の両側や両脇から下の胴体の側面は縫われず開いたままになっている。もっとも、参加する儀式の内容（例えば、巫女舞の披露）によってはより華美な色彩・模様が施された千早を用いることがある。また袖や背、胸紐の根には朱の結菊綴（むすびきくとじ）による装飾が施されている。
千早の紋様は青摺（あおずり）と呼ばれ「鶴」「亀」「松」「菊」などが緑色で描かれることが多い。また、社の「神紋」や「桜」「梅」を朱色や桃色で描く場合もある。
生地は本来は絹だが、現代では化学繊維の物がほとんどである。見た目よりも結構厚手で、創作に見られる紗のような、常に中が透けて見える極端に薄手の生地は通常は使われない。

### 水干（すいかん）
神事の内容によっては水干を巫女装束として着装するケースもある。水干は戦中に女性神職の制度が設けられた際に常装とされたが、その後1987年になって公式の服制から外された。だが、現在でも女性神職や巫女の装束として水干が用いられる場合がある。

### 裳（も）

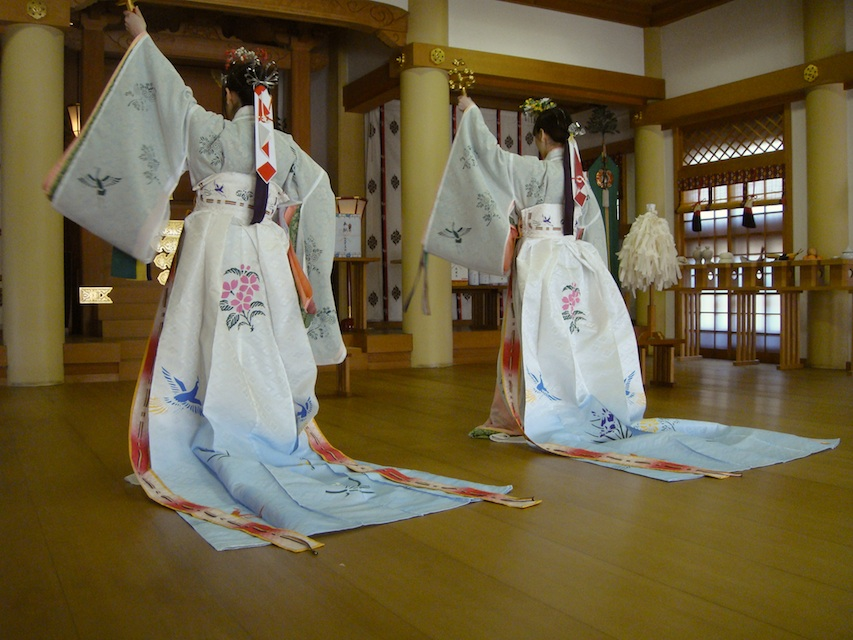
裳（浦安の舞から）

裳は女房装束の晴装束で用いられる、後腰に付ける装飾。腰から後ろへトレーン状に棚引かせる布である。浦安の舞他、神楽や神事で用いられることがある。
白地に植物や白砂青松が描かれ、左右に引腰（ひきこし）と呼ばれる、刺し縫いが施された細長い布を一本ずつ引くのが特徴。

### 羽織（はおり）
寒冷地等では防寒用の巫女用の羽織を用いることがある。ウール製裏付仕立の物などが流通している。

### 水引・丈長（みずひき・たけなが）
巫女は長い黒髪も装束の一部とみなされてその維持が求められる場合が多い。巫女はその長い黒髪を後ろの生え際から下で束ねて一まとめにして、壇紙（だんし）などで作られた丈長（たけなが）でまとめたり、和紙でまとめた上から水引でしばって髪留めとし、これらを絵元結（えもとゆい）と呼ぶ。水引は細い紙縒に糊を引いて乾かして固めたもので、通常は数本を合わせて中央から色を染め分けるが、巫女の場合は紅白もしくは白一色。丈長は白もしくは金銀・金赤・紅白の取り合わせである。
この他に神事の内容によっては装飾性の高い髪留めを付ける場合も有る。髪の長さが短い場合には、髪の長さを足すために髢（かもじ）や垂れ髪などの付け毛を付けてから、髪留めで隠す場合もある。
神田明神ではこれらの代わりに「紫」（むらさき）と呼ばれる、紫色をした袋状の髪留めで後ろ髪をまとめている。

### 履物（はきもの）
巫女は足に白足袋を着用の上、巫女は草履か白木（黒塗りもある）の下駄（鼻緒は赤か白）、女性神職は黒漆塗の木製の履物である浅沓（あさぐつ）を用いる。現在では外見が整っていれば実際の材質は合成樹脂製のものが用いることが認められている。
冬季は防寒のために足袋を二重に重ね履きし、足袋の内側に使い捨てカイロを貼ることもある。

### 頭飾り（あたまかざり）
儀式の際には花簪（はなかんざし）、挿頭（かざし）、折枝（せっし/おりえだ）に代表される髪留めや冠などの頭飾りを飾る。簪やその祖型とされる挿頭は髪留めと髪飾りの両方の要素を持ち、古来より花や小枝を頭に指して木々の霊力を取り込もうとした事の名残とされる（現在は造花や金属などで作られる事が多い）。
冠は本来、身分を表すものであったが、女子神職が釵子（さいし）を用いたり、巫女が舞を舞う際などに天冠（てんかん/てんがん）などを着用する。天冠には完全な冠形式の物と、西洋で言うところのティアラ状になった天冠があり、後者を特に前天冠（まえてんかん/まえてんがん）と呼ぶ。
なお、女子神職の場合には神事によっては額当（ぬかあて）を着用する場合もある。
また、大阪天満宮など、えびす講を行う神社では、巫女装束姿の福娘が金の烏帽子を着用することもある。

### 採り物（とりもの）
巫女が祭祀や舞を行う際に手に採り物と称される小道具を用いる場合がある。神楽などを舞う際に、神官から舞手に採り物を手渡しする儀式を「宝渡し」と称する。
採り物は宮中祭祀でも用いられている榊（さかき）・幣（ぬさ/みてぐら）・杖（つえ）・篠（ささ）・弓（ゆみ）・剣（つるぎ/けん）・鉾（ほこ）・杓（ひさご/しゃく）・葛（かずら）の9種が基本であるが、神社によっては鈴（すず）・扇（おうぎ）・盆（ぼん）も広く用いられている。
鈴は稲穂を象った神楽鈴（かぐらすず）。鉾を象った鉾鈴（ほこすず）、別名矛先舞鈴（ほこさきまいすず）。柄付きの手鈴（てすず/しゅれい）がある。鈴の数はそれぞれ、神楽鈴は上から3/5/7の合計15。鉾鈴は鍔の下に8。手鈴は柄の先に1である。神楽鈴や鉾鈴には柄の下へ五色の垂布（鈴緒）が付属する場合が多い。
扇は檜扇（ひおうぎ）の中でも、女性用の袙扇（あこめおうぎ）が用いられる。白砂青松の吉祥画が描かれ、端には造花と組紐が付けられている。

### 酒器（しゅき）・他
採り物には含まれないが、巫女が使用する持ち物に御神酒や屠蘇などを入れる酒器があり、神前結婚式などの神事に用いられる。
注ぐ方の酒器は銚子（ちょうし）や陶器の瓶子（へいし）がある。神事用の銚子は金属製で、陶器製のいわゆる徳利ではない。銚子は柄付きで両口の長柄銚子（ながえちょうし）。片口の提下銚子（ひさげちょうし）があり、材質は錫や銅、真鍮製で彫金による装飾が施され、金箔や金鍍金で仕上げられている。慶事には銚子の上部を松葉の小枝や紅白の水引で装飾することもある。
受ける方の酒器には杯（さかずき）や升（ます）がある。杯は陶器や漆器等が主だが、古くは素焼きの土器（かわらけ）で使い捨てだった。
神社によっては、私物を入れる巾着を巫女が携帯する場合もある。

## 女性神職
明治維新後、政府は神職の場から女子の排除を行ったが、第二次世界大戦から戦後にかけての神職の不足から女性神職を認めざるを得なかった。その際に古代の宮中の女房装束を元にして正装は袿袴、常装は水干とされた。だが、後に神職としての活動性を重視して采女の装束の要素を加えて、白衣に捻襠袴を着用し、その上から表着と唐衣を重ねたものを正装として採用された。また、前述のように1987年に常装の水干は廃止され、表着が常装として用いられている。